# Nico Rohmann
Nico Rohmann (23 novembre 1952) è un ex calciatore lussemburghese, di ruolo difensore.
Anche suo figlio Sacha è stato un calciatore.

## Carriera

### Club
Ha giocato nella massima serie lussemburghese, belga e statunitense.

### Nazionale
Dal 1977 al 1985 ha giocato 24 partite con la Nazionale lussemburghese.